# Nawaf Boushal
Nawaf Mashari al-Boushal (arabisch نواف مشاري البوشل, DMG Nawāf Mašārī al-Būšal; * 16. September 1999 in al-Qatif) ist ein saudi-arabischer Fußballspieler.

## Karriere

### Klub
Er begann seine Karriere in der Jugend von al-Fateh und wechselte zur Saison 2018/19 von deren U23 fest in die erste Mannschaft.

### Nationalmannschaft
Nach der U23 hatte er seinen ersten Einsatz in der saudi-arabischen Nationalmannschaft am 4. Dezember 2021 bei 1:1 gegen Palästina während der Gruppenphase des FIFA-Arabien-Pokals 2021 und spielte durch.